# A36 (rappare)
Geivar Hasado Shlaimon, mer känd under sitt artistnamn A36, född 11 maj 1995 i Flen, är en svensk rappare från Partille.

## Bakgrund
A36 kommer från Partille utanför Göteborg och gjorde sin debut 2020. Hans musik är bland annat inspirerad av fransk hiphop. Första bokstaven A i hans artistnamn står både för Alien och AT. När A36 framträdde i Allsång på Skansen i augusti 2022 hävdade han att A:et syftade på A-trupp - hans kompisgäng från ungdomen. 36 kommer från de två sista siffrorna i postnumret där han växte upp på Oluff Nilssons väg, 433 36. A36 har hållit på med musik under större delen av sitt liv men släppte sin första singel 2020.

## Musik
Hans första singel ALIEN släpptes sommaren 2020. Sedan dess har han släppt ytterligare fyra singlar. Alé Alé, EGO, Tamaka och Samma gamla vanliga. 
Efter debuten med ALIEN släppte han sin andra singel Alé Alé i november 2020.  Texten i Alé Alé handlar bland annat om hans hemstad Göteborg, och tiden sedan hans debut. Lite över en månad senare släpptes EGO, vars cover-bild fortsatte på det utomjordiska temat. Låttiteln kommer från hans vinnarmentalitet, och målet att bli störst. Tamaka släpptes i mars 2021 och är en experimentellt upptempolåt med klubbkänsla. 9 april 2021 släpptes Samma gamla vanliga som har ett fartfyllt beat med mer rytmisk rap än de tidigare melodiska låtarna han släppt.

## Framgång
ALIEN spreds och delades på sociala medier och placerade sig på topp 6 på virala top 50 Sverige-listan. Alé Alé klättrade upp till topp 75, och hamnade på toppen av Sverigestopplistans ”Heat Seeker”. Tamaka hamnade på topp 38 på YouTubes ”Sweden Top Music video”-lista.
Han blev utsedd till årets nykomling (2020) av KingSize.
”Samma gamla vanliga” fick popularitet på TikTok och hade efter en månad nått 24 000 videor där låten använts. Den nådde första plats på Top 50 mest lyssnade låtarna i Sverige. Den hamnade på plats 41 på Top Viral Spotify Världen. Den 4 juni 2021 toppade Samma gamla vanliga Svensktopplistan.

## Inspiration och samarbeten
A36 är influerad av fransk hiphop.
Han har en nära relation till Aden x Asme, och medverkar på låten "Way Back" på Adens album Ingen efter tolv.